# 임마누엘 칸트 발틱 연방대학교
임마누엘 칸트 발틱 연방대학교(러시아어: Балтийский федеральный университет имени Иммануила Канта)는 러시아의 도시 칼리닌그라드 (옛 쾨니히스베르크)에 있는 대학교이다. 2005년 이전에는 임마누엘 칸트 러시아 국립대학교(Российский государственный университет имени Иммануила Канта, Rossiyskiy gosudarstvennyy universitet imeni Immanuila Kanta ) 또는 간단히 칸트 대학교(Университет Канта, Universitet Kanta)로 불렸고, 1967-2005년에는 칼리닌그라드 국립 대학교(Kaliningrad State University)로 불렸다.
전신인 독일의 쾨니히스베르크 대학교의 전통을 계승하고 있다고 주장하고 있다.

## 역사
이 대학이 계승하고 있다고 하는 쾨니히스베르크 대학은 일반적으로 설립자의 이름을 따서 알베르티나(Albertina)로 알려져 있었는데 이는 동프로이센의 유일한 대학으로 수학과 천문학으로 유명하였다. 원래의 캠퍼스는 제2차 세계 대전 중인 1944년 8월 영국의 폭격으로 심하게 손상되었다. 1945년 쾨니히스베르크가 붉은 군대에 점령된 후 알베르티나는 폐쇄되었다.
전쟁이 끝난 후 쾨니히스베르크는 칼리닌그라드로 이름이 바뀌고 1948년부터 1967년까지 알베르티나의 캠퍼스는 러시아어를 사용하는 새로운 기관인 칼리닌그라드 국립 사범 기관(Kaliningrad State Pedagogical Institute)에 의하여 사용되었다. 여기에는 1862년에 완공된 알베르티나 건물의 주요 부분도 포함되어 있었는데 현재도 원래의 알베르티나 구조물 일부가 남아 있다. 1967년 이 기관은 대학의 지위를 얻어 '칼리닌그라드 국립 대학교'로 알려지게 되었다.
2005년 쾨니히스베르크의 창립 750 주년 축하 기간 동안에 블라디미르 푸틴 러시아 대통령 및 게르하르트 슈뢰더 독일 총리는 대학의 이름을 임마누엘 칸트를 기념하여 '임마누엘 칸트 러시아 국립 대학'(Immanuel Kant State University of Russia, IKSUR)으로 변경한다고 발표하였다.
2005년 기준으로 자연 과학에서 인문학에 이르는 과정을 가진 12개의 학부로 구성되어 있고, 약 12,800명의 학부 및 대학원생 및 580명의 교수진이 재직하고 있다. IKSUR의 칸트 학회는 칸트주의 또는 칸트 철학을 연구하기 위해 만들어졌다. 이 대학은 또한 16세기까지 거슬러 올라가는 쾨니히스베르크와 러시아 간의 역사적 연관성에 관심이 있다.
2010-2011년에 이 대학은 확장 및 명칭 변경 과정을 통하여 종전의 '임마누엘 칸트 러시아 국립대학교'에서 현재의 '임마누엘 칸트 발틱 연방대학교'(Immanuel Kant Baltic Federal University, IKBFU)로 교명을 변경하게 된다.

## 교육과 훈련
오늘날의 임마누엘 칸트 발틱 연방 대학교는 러시아 최서단 지역의 교육, 과학, 문화 및 계몽 중심지이다.
- 대학에 직업 훈련 프로그램을 도입했다.
- 대학에서 중등, 직업 및 고등 교육은 물론 평생 교육 및 대학 이후 교육 분야에서 300개 이상의 교육 프로그램을 시행하고 있다.
- 대학에는 900명의 교직원이 있다.
- 재학생 및 박사과정 학생의 총 수는 14,000명을 초과한다.

- 전문 교육 전문가 길드, 국가 공공 인증 센터 및 Akkreditathsiya v obrazovanii 잡지 편집 위원회에서 수행하는 "혁신적인 러시아 최고의 교육 프로그램" 프로젝트에 참여하는 IKBFU 교육 프로그램 목록:

사회 및 문화 서비스 및 관광 법; 서비스; 통역 및 번역 연구; 응용 수학 및 정보학; 마케팅; 정보 시스템의 수학적 유지 및 관리; 관광 여행; 수학; 철학; 저널리즘; 운송 관리 및 물류.
전공 분야별 학생 비율
- 인문학 37.2%
- 경제 및 경영 12.4%
- 서비스 10.7%
- 자연과학 10.4%
- 물리 및 수리 과학 8.2%
- 운송 5.8%
- 교육 및 교육학 4.4%
- 헬스케어 4.0%
- 정보 보안 2.8%
- 전자 및 무선 공학 및 통신 1.6%
- 사회 과학 1.5%
- 문화예술 1.0%

## 혁신
2008년에는 대학에 과학공원(science park)이 조성되었다. 그 주요 임무는 연구 잠재력의 집중이다. IKBFU 혁신 공원(innovation park)은 국가 기업을 위한 관리 직원 훈련을 위한 대통령 프로그램을 시행한다. 이 프로그램에서 제공하는 교육 과정을 통해 학생들은 비즈니스 환경에서 전략적 개발을 위한 접근 방식 및 도구 적용에 대한 전문 지식을 습득할 수 있다.

## 국제협력
국제 협력의 수준으로 인해 IKBFU는 러시아 상위 10개 고등 교육 기관 중 하나이다. IKBFU 국제 사무소 목표 중의 하나는 발트해 국가들 사이에서 러시아 교육 시스템에 대한 관심을 촉진하는 것이다. 국제 사무소의 목표는 대학 전체, 학생 및 박사 과정의 국제 활동을 관리하고 조정하는 것이다. 후보자, 교사 및 직원. 국제사무소는 학술 및 연구 교류 프로그램이나 외국 대표단의 방문 조직뿐만 아니라 국제 사이버 스포츠 대회, 연극 축제 등의 국제 행사를 개최하고 주선한다.

## 같이 보기
- 임마누엘 칸트
- 쾨니히스베르크 천문대
- 임마누엘 칸트의 정치철학
- 레히슈타트
- 상위법에 따른 규칙